# Wilton House

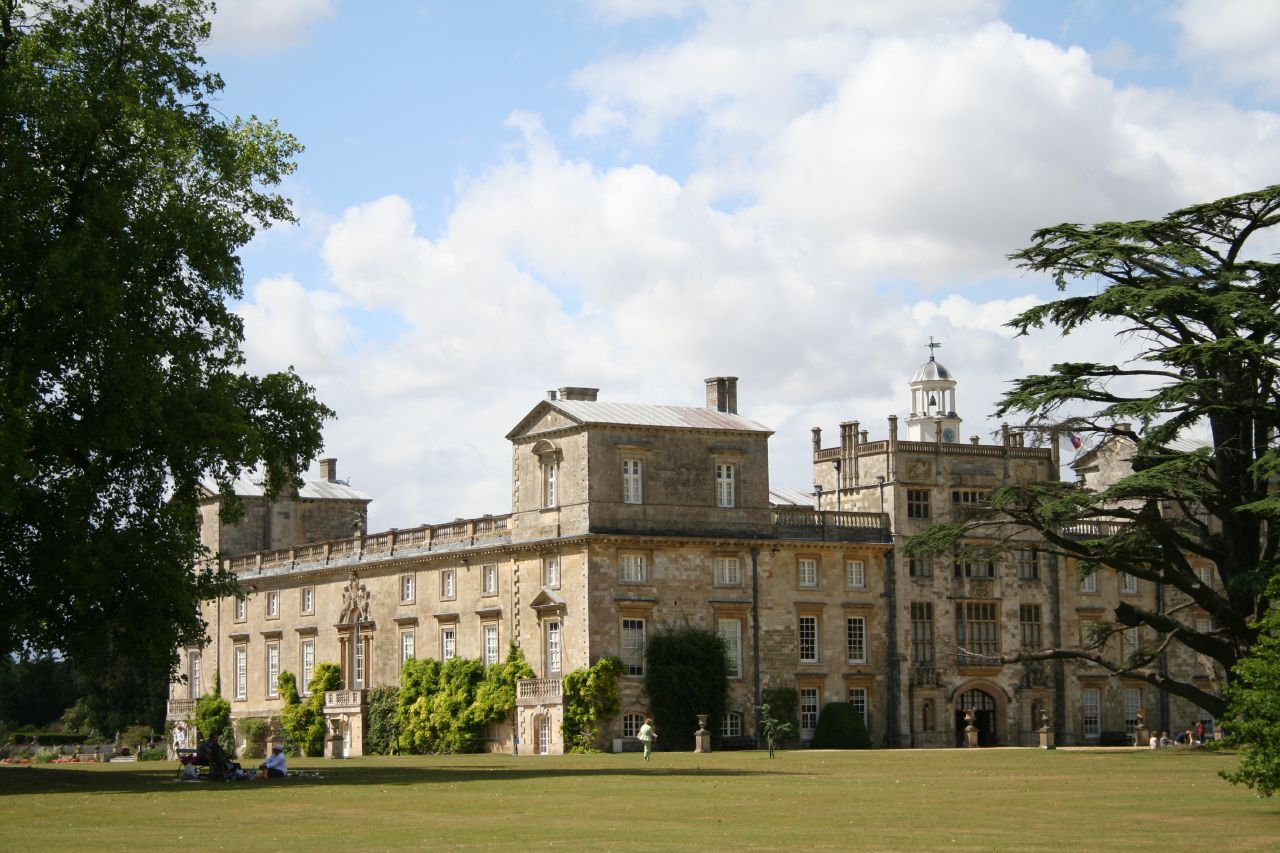
Vista geral de Wilton House, com a fachada sul à esquerda e a fachada leste à direita.

Wilton House é um palácio rural inglês situado em Wilton, próximo de Salisbury, no Wiltshire. Foi a sede rural dos Condes de Pembroke por mais de 400 anos.
O primeiro edifício registado no lugar onde se ergue a Wilton House foi um priorado fundado pelo Rei Egberto cerca de 871. Mais tarde, devido à magnificência do Rei Alfredo, foram concedidas terras e solares a este priorado até este se tornar numa poderosa e rica abadia. No entanto, quando a Abadia Wilton foi dissolvida, durante a Dissolução dos Mosteiros pelo Rei Henrique VIII de Inglaterra, a sua prosperidade já estava em declínio — depois da confiscação da abadia, o Rei Henrique VIII ofereceu-a com as suas propriedades William Herbert, 1º Conde de Pembroke (na criação de 1551) por volta do ano 1544.

## História e arquitectura

### William Herbert
William Herbert, o descendente duma distinta família das marcas galesas, foi um favorito do rei. Na sequência duma recomendação ao Rei Henrique VIII feita pelo Rei Francisco I de França, a quem Herbert havia servido como mercenário, foram-lhe concedidas armas apenas dois anos depois. Regressando a Inglaterra cerca de 1543, Herbert casou com Anne, filha de Sir Thomas Parr, de Kendal, e irmã da última rainha de Henrique VIII, Catherine Parr. A concessão duma propriedade como a Abadia de Wilton a Herbert foi uma honra e uma evidência da sua posição na corte.
Herbert começou imediatamente a transformar a abadia abandonada numa refinada casa e símbolo da sua riqueza. Chegou a pensar-se que a velha abadia havia sido completamente demolida; no entanto, na sequência de renovações ocorridas após a Segunda Guerra Mundial, foram encontrados vestígios do antigo edifício religioso nos níveis mais baixos das paredes existentes.

### Hans Holbein

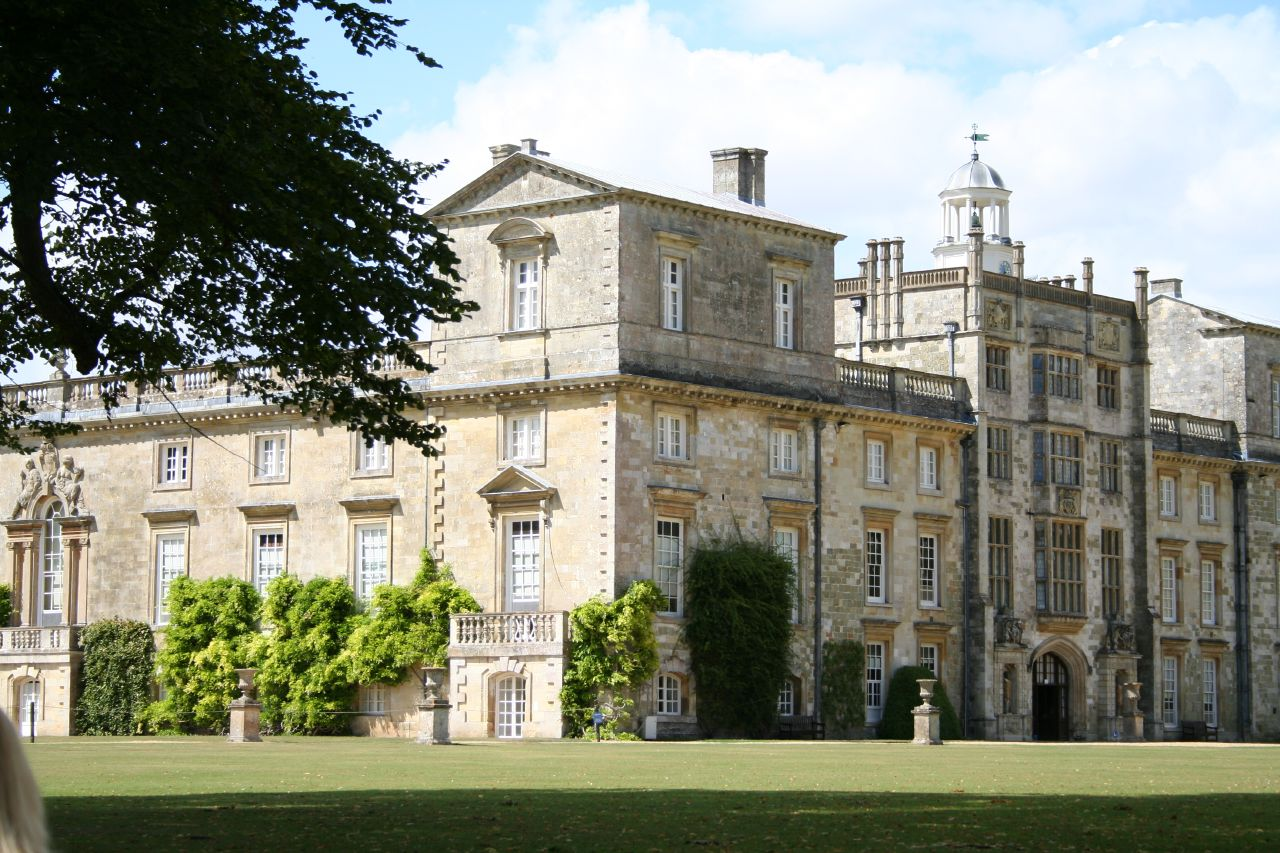
Vista parcial de Wilton House, com a torre central à direita, tudo o que resta do palácio Tudor.

Tem sido afirmado desde há muito, embora sem provas, que Hans Holbein, o Jovem, redesenhou a abadia numa casa rectangular em volta dum pátio central, que é o coração do palácio actual. Holbein faleceu em 1543, pelo que o seu desenho para a nova casa deveria, de facto, ter sido executada muito rapidamente. No entanto, o grande pórtico de entrada do novo palácio, removido do edifício e, mais tarde, transformado num pavilhão de jardim no século XIX, é conhecido até hoje como the "Holbein Porch" ("Pórtico Holbein") — um exemplo perfeito da mistura entre o velho estilo gótico e o novo estilo renascentista. Em todo o caso, se não foi feito por Holbein, deve-se certamente à mão dum grande mestre.
Quem quer que tenha sido o arquitecto, foi erguido um grande palácio. Actualmente, apenas uma outra parte do solar Tudor sobrevive: a grande torre no centro da fachada leste. Com o seu arco central (que em tempos dava acesso ao pátio mais além) e três pisos de janelas salientes por cima, a torre lembra vagamente a entrada do Hampton Court Palace. Flanqueda actualmente por duas alas num claro estilo georgiano — cada uma delas limitada por uma torre-pavilhão italianizada — esta peça central Tudor da fachada não aparece como um elemento incongruente, mostrando apenas a aparência aceite dum grande palácio rural inglês, a qual tem evoluido ao longo dos séculos.

### Inigo Jones

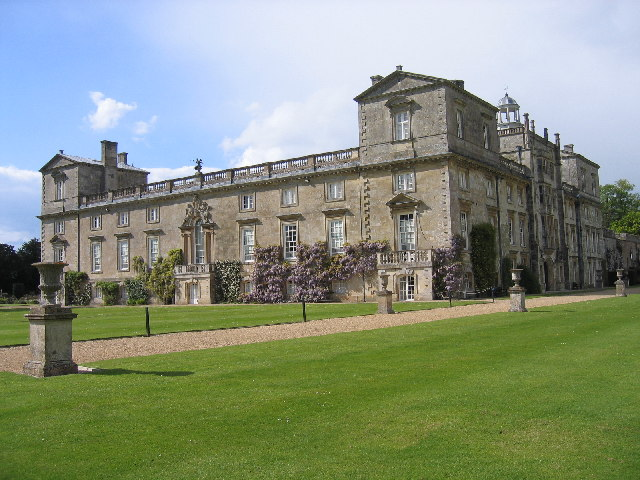
Fachada sul de Wilton House.

O edifício Tudor construído por William Herbert, 1º Conde de Pembroke (1506–1570) em 1551 estava destinado a durar apenas oitenta anos. Quando Philip Herbert sucedeu como 4º Conde de Pembroke, em 1630, decidiu demolir a ala sul e erguer um novo complexo de salas de aparato no seu lugar. É então que surge o segundo grande nome associado a Wilton House: o de Inigo Jones. 
A arquitectura da frente sul apresenta um severo estilo palladiano, descrito na época como "Estilo Italiano"; construida em pedra local, suavizada por arbustos escalados, é a quintessência da cultura inglesa aos nossos olhos de hoje. Enquanto o resto do palácio apresenta três pisos de igual valor em estilo inglês, a fachada sul tem um piso térreo rusticado, quase sugerindo uma meia-cave. Três pequenos portais projectados apenas neste nível, um ao centro e um em cada extremo da fachada, providenciando pequenas varandas às janelas situadas acima. O piso seguinte é o piano nobile (andar nobre), cujo centro apresenta a grande janela veneziana de altura dupla, ornamentada no segundo nível com as armas dos Pembroke em relevo de pedra. Esta janela central é flanqueada por quatro altas janelas de guilhotina de cada lado. Estas janelas têm baixos frontões planos. Cada extremo da fachada é definida por decoração com "pedra de esquina", dando a sensação que as alas de secção única se projectam para fora. Aqui, as janelas simples são encimadas por um verdadeiro frontão apontado. Sobre este piso existe um outro, quase um mezzanino, com as suas pequenas janelas sem frontão alinhadas com as mais largas situadas abaixo, servindo para enfatizar a importância do piano nobile. A linha de telhados é escondida por uma balaustrada. Cada uma das "alas" terminais é coroada por uma torre de piso único com frontão, lembrando um pavilhão palladiano. Deve ser lembrado que este estilo era uma revolução na arquitectura inglesa da época: uns meros trinta anos antes Montacute House havia sido construida num incrível estilo novo e tinha passado apenas um século desde a conclusão da massa justaposta de alas não planeadas que forma Compton Wynyates. 
A atribuição das várias etapas arquitectónicas pode ser difícil e o grau de envolvimento de Inigo Jones tem sido questionado. A Rainha Henriqueta Maria, uma convidada frequente em Wilton, interrogou Jones sobre o seu trabalho ali. Na época (1635), o arquitecto foi empregado por ela com o intuito de completar a Queen's House, em Greenwich. Parece que nesse tempo Jones estava demasiado ocupado com os seus clientes reais e não fez mais que providenciar alguns esboços para este palácio, tendo delegado a sua execução num assistente, Isaac de Caus (por vezes chamado "Caux"), um francês e jardineiro paisagista de Dieppe.

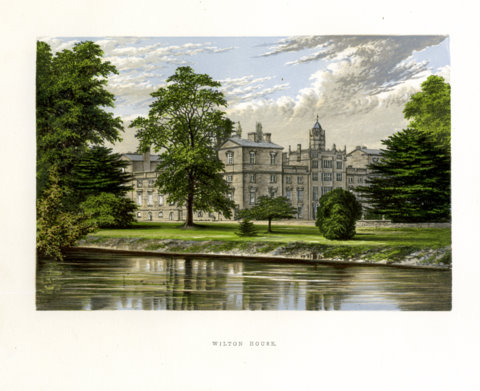
Gravura representando Wilton House cerca de 1880.

Um documento que Howard Colvin encontrou na biblioteca do Worcester College, em Oxford, na década de 1960, não só confirmou de Caus como o arquitecto de Wilton House, mas também que o plano original para a fachada sul previa mais do dobro do comprimento daquela que foi construida; o que podemos ver hoje foi pensado, apenas, como uma das duas alas idênticas ligadas por um pórtico central de seis colunas coríntias. O conjunto era para ser realçado por um grande parterre, cujas dimensões seriam de 1000 por 400 pés. Este parterre foi, de facto, criado e existiu por mais de 100 anos. No entanto, a segunda ala acabou por não se materializar — talvez, por causa da briga do 4º Conde de Pembroke com o Rei Carlos I, e consequente queda de favores, da eclosão da Guerra Civil, ou simplesmente por falta de finanças.
Deve ter sido só então que Inigo Jones tomou um firme domínio nas suas ideias originais. Vendo a ala completa de De Caus erguida como um todo, esta era condiderada demasiado plana — o plano original de De Caus previa que a gigantesca fachada tivesse um telhado pouco inclinado, com alas acabando sem símbolos arquitectónicos de término. As modificações à ala concluida consistiram numa balaustrada ocultando a fraca linha de telhados e torres em forma de pavilhões italianos em cada extremo. O ponto focal acabou por ser não um pórtico, mas a grande janela veneziana de dupla altura. Esta fachada sul tem sido considerada como um triunfo arquitectónico da arquitectura palladiana britânica e crê-se largamente que as modificações finais ao trabalho de De Caus foram executadas pelo próprio Inigo Jones.
Em 1647, poucos anos depois da conclusão da nova ala sul, esta foi danificada pelo fogo. A gravidade do incêndio e a devastação que causou são, agora, matéria de alguma disputa. O historiador de arquitectura Christopher Hussey tem defendido convictamente que não terá sido tão severo como alguns registos têm sugerido. O que é certo é que Inigo Jones trabalhou, então, com um outro arquitecto, John Webb (o sobrinho da sua esposa), regressando novamente a Wilton. Devido incerteza sobre os danos na estrutura da casa causados pelo fogo, o único trabalho que pode ser atribuído sem qualquer dúvida à nova parceria é o redesenho do interior das sete salas de aparato contidas no piano nobile da ala sul; e mesmo aqui, a extensão da presença de Jones é questionada. Parece que este terá dado conselhos à distância, usando Webb como seu intermediário.

#### Salas de aparato

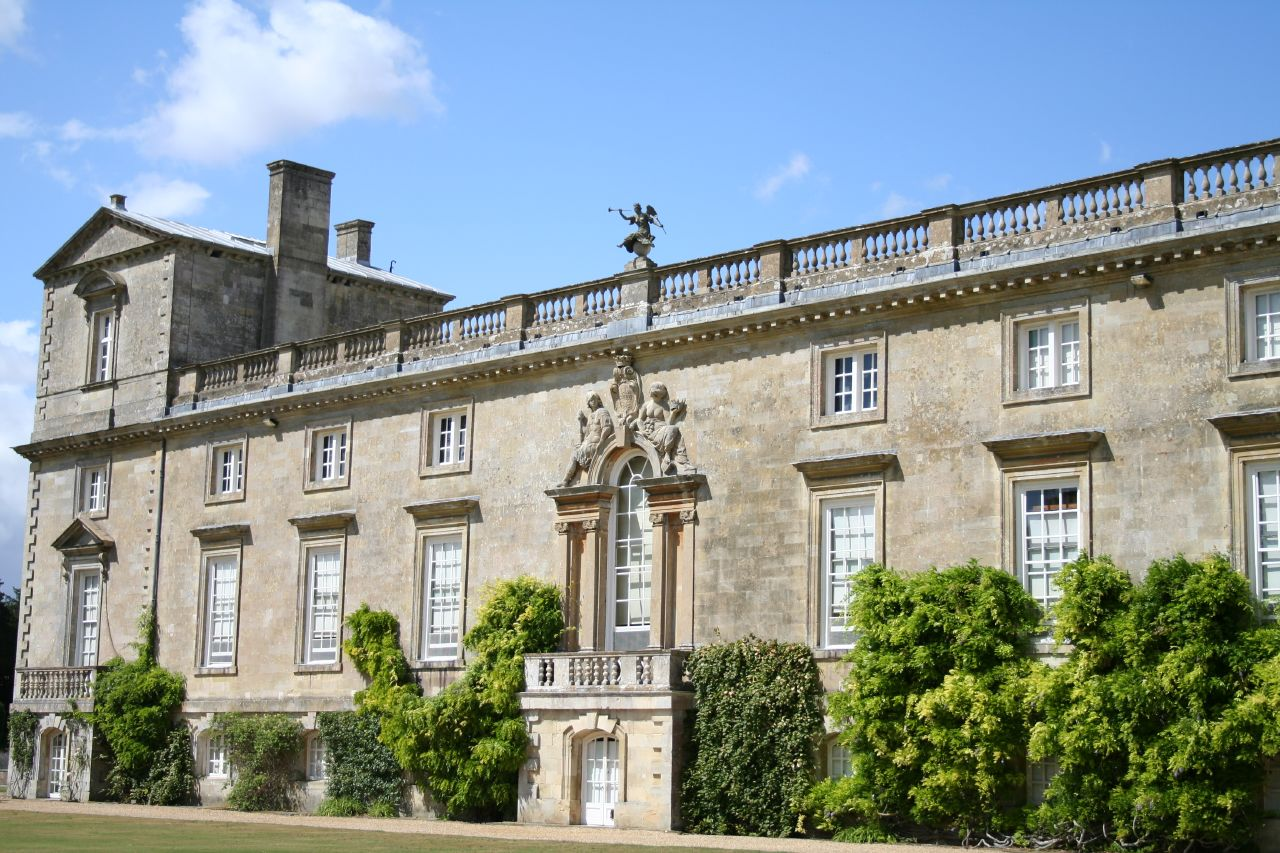
Fachada sul de Wilton House, por trás da qual se situam as sete salas de aparato.

As sete salas de aparato contidas por trás da bastante simples frente sul maneirista de Wilton House são semelhantes a às de qualquer uma das grandes casas britânicas. As salas de aparato nos palácios rurais ingleses raramente eram usadas, ficando reservadas apenas para o uso pelos mais importantes convidados da casa, frequentemente um monarca e a sua consorte ou outro membro de Estado de elevado estatuto, o que justifica o nome State Rooms (Salas de Estado), pelo qual são conhecidas em Inglaterra. Existem quase sempre num número ímpar pela seguinte razão: no entro da fachada, encontrava-se a sala maior e mais luxuosa (em Wilton, a famosa Double Cube Room), que era um local de encontro para a corte do convidado homenageado. Dispostas simetricamente a partir da sala central para cada um dos extremos ficavam frequentemente dois conjuntos de salas mais pequenas, embora ainda bastante grandes, para uso exclusivo do ocupante da última sala em cada extremo da fachada — o quarto de aparato (ou state bedroom). As salas menores (mas mesmo assim enormes) intermédias seriam usadas para audiências privadas, como sala de recolhimento e sala de vestir. Eram apenas parte do conjunto do quarto e não serviam para uso público.
Actualmente, na maior parte das casas inglesas essas salas tornaram-se numa sucessão sem sentido de salas de estar, perdendo-se a sua intenção original; isto é, certamente, verdade tanto na Wilton House como no Blenheim Palace. A razão para isto prende-se com o Período Eduardiano, quando grandes festas de casa precisavam duma gigantesca colecção de salões para jogar bridge, dançar, falar e para a diversão em geral, e também porque os ocupantes dos quartos de aparato preferiam o confortp duma sala quente mais privada, num piso tranquilo, com casa de banho incluida.
As magníficas salas de aparato desenhadas por Inigo Jones e por um ou outro dos seus parceiros são:
- A Single Cube Room (Sala Cubo Simples): esta sala, um cubo perfeito com 30 pés de comprimento, largura e altura, tem um apainelamento de pinho dourado e braco, entalhado do rodapé à cornija. A lareira de mármore branco foi desenhada pelo próprio Inigo Jones. A sala tem um tecto pintado, em tela, pelo pintor maneirista italiano Cavalier D'Arpino, representando Daedalus e Ícaro. Esta sala, onde estão penduradas pinturas de Lely e Van Dyck, é a única que se pensa ter sobrevivido ao incêndio de 1647 e foi o único interior que restou da parceria de Inigo Jones com De Caus.
- A Double Cube Room (Sala Cubo Duplo): a grande sala do palácio. Possui 60 pés de comprimento, 30 de largura e 30 de altura. Foi criada por Inigo Jones e Webb cerca de 1653. A parede de pinho pintada de branco é decorada com grandes grinaldas de folhagem e fruta em folha de ouro. O mobiliário com veludo dourado e vermelho complementa a colecção de pinturas, por Van Dyck, da família de Carlos I e do contemporâneo Conde de Pembroke. Entre as janelas estão espelhos executados por Chippendale e consolas por William Kent. O tecto com caixotões, pintado por Thomas de Critz, descreve a história de Perseus. Aqui, existe uma outra anomalia que põe em causa o verdadeiro envolvimento de Jones: a grande janela veneziana, peça central da fachada sul e peça fulcral da double cube room, não é o centro morto da sala; as outras janelas da sala não estão colocadas simetricamente e a lareira central e a janela veneziana não se encontram em posições opostas entre si como as proporções que uma sala desenhada, só por si, como um elemento arquitectónico exigiria.
- A Great Ante Room (Grande Ante-sala): antes das modificações efectuadas à casa em 1801, uma grande escadaria de aparato fazia a ligação desta sala com o pátio abaixo, servindo de entrada para os apartamentos de aparato. Aqui, está suspenso um dos maiores tesouros de Wilton: o retrato da sua mãe pintado por Rembrandt.
- A Colonnade Room (Sala Colunada): esta sala foi, antigamente, o quarto de aparato. A série de quatro colunas douradas num dos extremos da sala pode ter dado um toque de importância teatral à agora desaparecida cama de aparato. Actualmente, a sala está recheada com mobiliário do século XVIII, por William Kent. Na sala estão penduradas pinturas de Reynolds e possui um tecto pintado com um tema setecentista de flores, macacos, vasos e teias.

As outras salas são:
- A Corner Room (Sala de Esquina): o tecto desta sala, representando a conversão de São Paulo, foi pintado por Luca Giordano. As paredes da sala estão cobertas por damasco vernelho e adornadas com pequenas pinturas executadas, entre outros, por Rubens e Andrea del Sarto.
- A Little Ante Room (Pequena Ante-sala): a lareira presente nesta sala, em mármore branco com entalhes de mármore branco, é quase de certeza da autoria de Inigo Jones. Os painéios no tecto foram pintados por Lorenzo Sabbatini (1530-1577) sendo, portanto, muito mais antigos que esta parte da casa; mais uma vez, encontram-se aqui pinturas de Van Dyck e Teniers.
- A Hunting Room (Sala de Caça): esta é uma das mais agradáveis salas na casa, não se mostrada ao público por ser usada como uma sala de estar privada pela família Herbert. Trata-se duma sala quadrada com molduras douradas. O grande elemento característico da sala é o painel representando cenas de caça, por Edward Pierce, pintado cerca de 1653. Estes painéis foram fixados no apainelamento e não enquadrados no sentido convencional do termo.

Concluindo a história do século XVII em Wilton House — qual foi provavelmente o verdadeiro envolvimento de Inigo Jones? Ele foi certamente um grande amigo da família Herbert, chegando a dizer-se que o estudo original feito por Jones em Itália, sobre Palladio e os outros mestres italianos, foi pago por William Herbert, 3º Conde de Pembroke, pai do construtor da fachada sul; parece provável que Jones tenha esboçado originalmente algumas ideias para de Caus e que, na sequência do incêndio, tenha transmitido, através de Webb, algumas outras ideias para o arranjo da casa e suas decorações. Lareiras e temas decorativos podem ser executados a longa distância. Provavelmente, o verdadeiro trabalho executado por Jones nunca será conhecido, existindo em Wilton desenhos para portas douradas e paineis anotados por aquele arquitecto. Jones era um homem idoso quando a obra foi concluida, mas será que ele compensou tão casualmente a sua dívida pela viagem de estudos italiana ao filho do seu benfeitor? Ou talvez Jones tenha sofrido um ataque de fúria, indignado por o 4º Conde de Pembroke ter apoiado os parlamentaristas na guerra civil. Provavelmente nunca iremos saber...
Em 1705, depois dum incêndio, Thomas Herbert, 8º Conde de Pembroke, reconstruiu algumas das mais antigas partes da casa, criando salas para exibir os seus recém-adquiridos Mármores Arundel, os quais formam, actualmente, a base da colecção de escultura em Wilton. Depois disso, Wilton permaneceu intocada durante quase um século.

### O século XIX e James WyattInglaterra

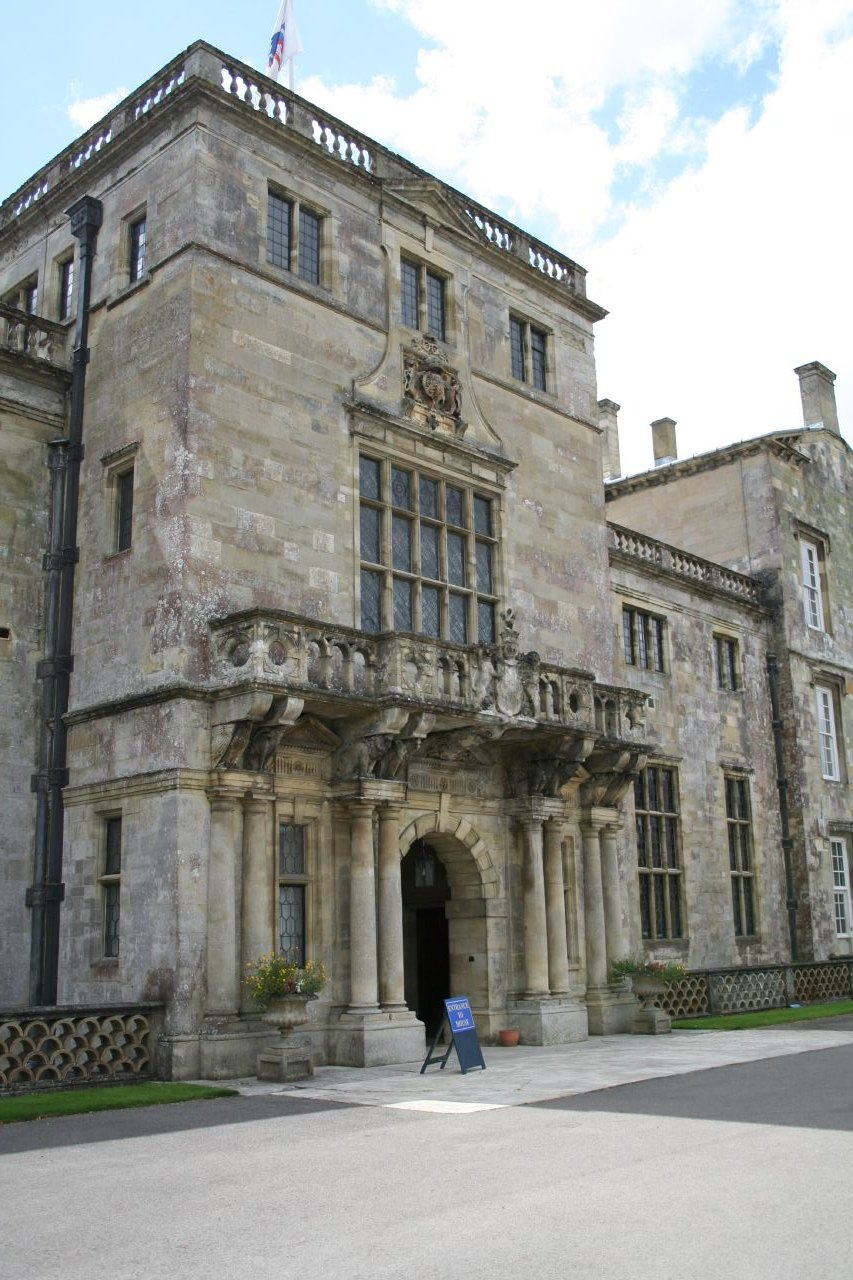
Fachada norte de Wilton House, voltada para o adro de Wyatt.

George Herbert, o 11º Conde de Pembroke, (1759-1827) chamou James Wyatt, em 1801, para modernizar a casa e criar mais espaço para pinturas e esculturas. O último dos três arquitectos bem conhecidos a trabalhar em Wilton (e o único bem documentado) provou ser o mais controverso. O seu trabalho demorou onze anos a ficar concluído.
James Wyatt foi um arquitecto que empregou frequentemente o estilo neoclássico, mas em Wilton, por razões conhecidas apenas por ele e pelo seu cliente, usou o estilo gótico. Desde o início do século XX, o seu trabalho em Wilton tem sido condenado pela maior parte dos comentadores de arquitectura. Para os olhos modernos, os pontos negativos dos seus "melhoramentos" são o facto de ter varrido para longe o Portal Holbein, reduzindo-o a um mero ornamento de jardim e substituindo-o por uma nova entrada e ádro. Este ádro de entrada criado tinha acesso através dum "arco do triunfo", o qual tinha sido executado como uma entrada para o parque de Wilton por Sir William Chambers, cerca de 1755. O adro foi delimitado pela casa num dos lados, com alas de falsas portas e janelas estendendo-se para formar um pátio, tudo com acesso pelo arco reposto de Chambers, coroado por uma cópia da estátua equestre em tamanho real de Marco Aurélio. Embora não seja totalmente desagradável como entrada dum palácio rural inglês, a impressão criada é mais a de uma propriedade de caça no norte de França ou na Alemanha. 

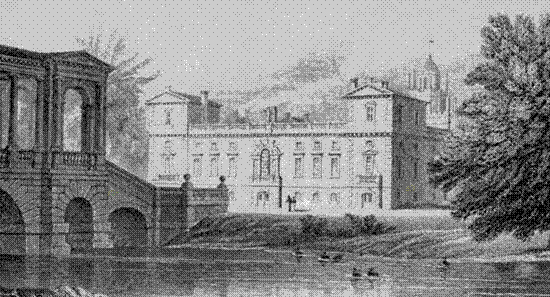
A fachada sul de Wilton House com a Ponte Palladiana (1736-1737), numa vista de cerca de 1820.

O Grande Hall original da casa Tudor, a capela e a escadaria pintada de De Caus que dava acesso aos apartamentos de aparato foram, todos eles, varridos nesta época. Foram criados uma nova escadaria gótica e hall no estilo de Camelot. A torre Tudor, agora o último testemunho da casa de William Herbert, escapou intocada, exceptuando-se a adição de duas estátuas "medievais" no nível térreo. 
No entanto, existiu um gigantesco melhoramento criado por Wyatt — os Claustros. Esta galeria com dois andares, que foi construida em volta dos quatro lados do pátio interior, dotou o palácio não só dos muito necessários corredores para ligar as salas, mas também duma magnífica galeria para exibir a colecção Pembroke de escultura clássica. Wyatt faleceu antes da sua conclusão, mas não antes de ter discutido com Lord Pembroke por causa dos desenhos e do trabalho de construção. Os toques finais foram executados pelo sobrinho de Wyatt, Sir Jeffry Wyatville. Actualmente, quase duzentos anos depois das melhorias de Wyatt, ainda não se abalaram os sentidos tanto como o fiseram os grandes comentadores de arquitectura James Lees-Milne e Sir Sacheverell Sitwell ao escreverem na década de 1960. Estes trabalhos de Wyatt não estão na mesma ligação de estilo como a fachada sul e a torre Tudor, sendo talvez algo para as gerações futuras julgarem.

#### Salas secundárias
Wilton House não é, de forma alguma, o maior palácio rural da Inglaterra: comparada com o Blenheim Palace, a Chatsworth House, a Hatfield House e a Burghley House é relativamente pequena. No entanto, as magníficas salas de aparato não são as únicas salas dignas de menção, também merecendo destaque:
- o Front Hall (Hall Frontal): redesenhado por Wyatt, o acesso ganha-se a partir desta sala para os claustros através de dois arcos góticos. A sala está mobilada com estátuas; a peça dominante é uma estátua de William Shakespeare em tamanho superior ao real, desenhada por William Kent em 1743. Comemora uma lenda não certificada segundo a qual Shakespeare terá ido a Wilton e produzido uma das suas peças no pátio.
- O Upper Cloisters (Claustro Superior): desenhado por Wyatt, mas concluido cerca de 1824 por Wyatville em estilo gótico, contém escultura neoclássica, além de curiosidades como um anel do cabelo da Rainha Isabel I, uma caixa de despacho de Napoleão Bonaparte e pinturas executadas pelos irmãos Brueghel.
- A Staircase (Escadaria): desenhada por Wyatt, substitui a escadaria de aparato pintada a fresco, eliminada durante os "melhoramentos". A escadaria imperial está alinhada com retratos de família executados por Lely. Também está aqui pendurado um retrato de Catarina Vorontsov, a única irmã de Mikhail Semyonovich Vorontsov, 1º Príncipe Vorontsov, e esposa do 11º Conde de Pembroke; o seu trenórusso está exposto no claustro.
- As Smoking Rooms (Salas de Fumo): estas duas salas estão na ala atribuída a Inigo Jones e John Webb, ligando-se à fachada sul. As cornijas e portas são atruibuidas a Jones. O comprimento das duas salas contém um conjunto de cinquenta e cinco pinturas a guache com tema equestre, pintados em 1755. A sala está mobilada com um conjunto completo de escritório e estantes de frente quebrada feitas para esta sala por  Thomas Chippendale.
- A Library (Biblioteca): uma grande sala de livros alinhados com mais de 60 pés de comprimento, com vistas para um jardim formal e para o Portal Holbein. Esta biblioteca é usada como sala privada, não sendo mostrada ao público.
- A Breakfast Room (Sala de Pequeno-almoço): uma pequena sala privada de tecto baixo, no piso rústico da fachada sul. No século XVIII, estava aqui a única casa de banho do palácio; mais que uma piscina interior, o tanque escavado abaixo da superfície era aquecido e a sala decorada em estilo pompeiano completado com colunas coríntias. Convertida, cerca de 1815, pela Condessa de Pembroke de origem russa numa sala de pequeno-almoço, está, actualmente, revestida com papel de parede de desenho chinês, uma cópia exacta do usado na decoração original da sala em 1815. A mobília setecentista de bambu simulado, dá ao estilo gótico desta sala uma distinta atmosfera oriental.

## Jardins e campos

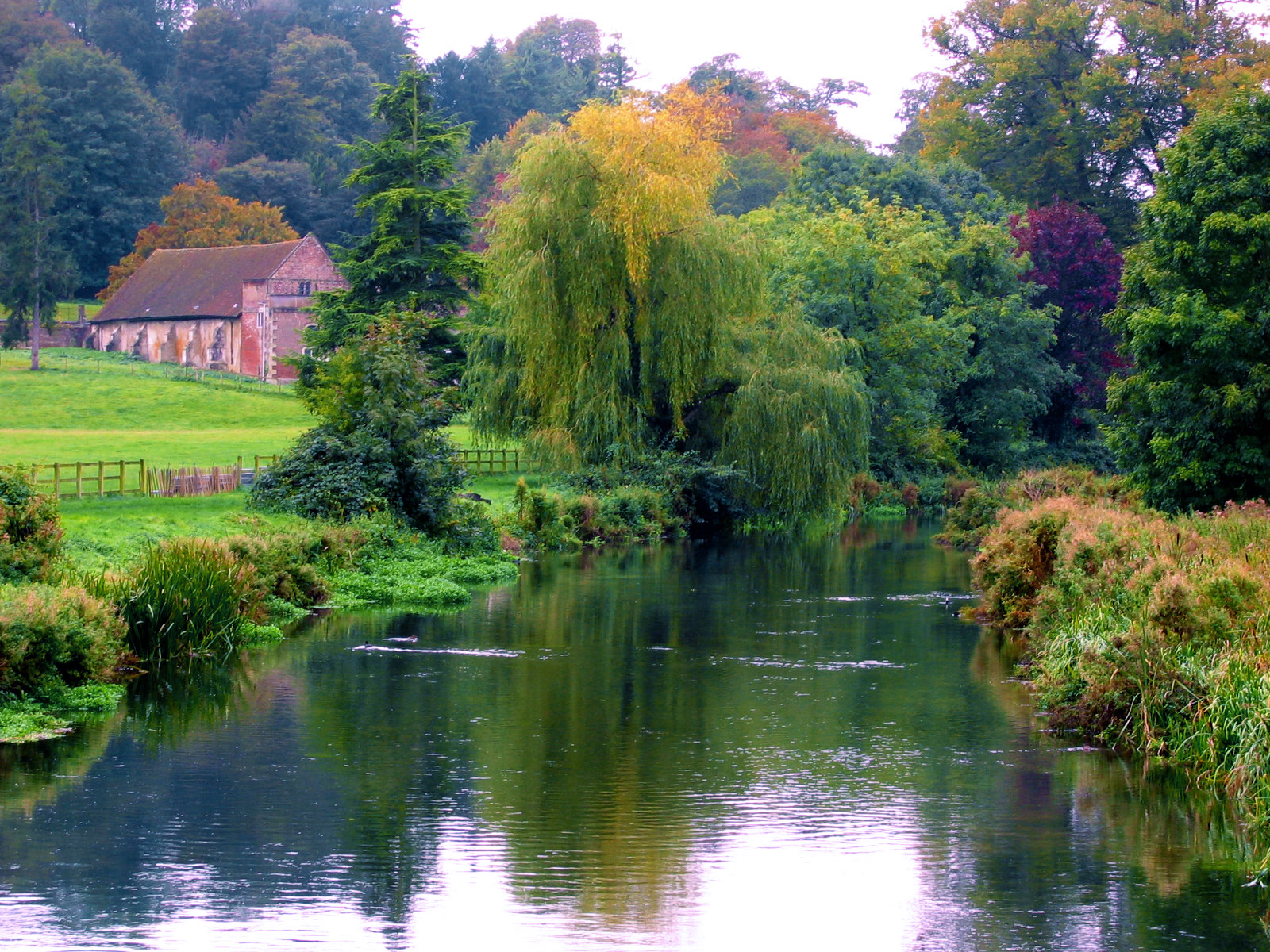
jardins da propriedade de Wilton.

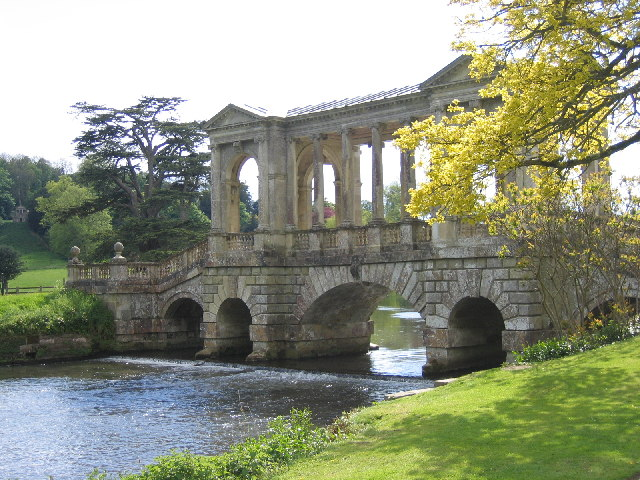
A ponte palladiana.

Wilton House é famosa pelos seus jardins — Isaac de Caus começou um projecto paisagístico para esses jardins em 1632, planeando um dos primeiros parterres franceses vistos na Inglaterra. Uma gravura deles tornou o desenho muito influente depois da Restauração real em 1660, quando grandes jardins começaram a ser feitos novamente. Os jardins iniciais incluiam uma gruta e elementos de água. Mais tarde, quando o parterre já tinha sido substituído por um relvado, a Ponte Palladiana sobre o pequeno Rio Nadder foi desenhado por Henry Herbert, o 9º Conde de Pembroke, um dos "condes arquitectos", com Roger Morris (1736/1737). Uma cópia dessa ponte foi erguida no muito visitado jardim de Stowe House, no Buckinghamshire, e mais três foram erguidas, no Prior Park Landscape Garden (Bath), Hagley e Amesbury. A Czarina, Catarina a Grande, encomendou uma outra cópia, conhecida como "Ponte de Mármore", para ser instalada no parque paisagístico de Tsarskoye Selo.
No final do século XX, Henry Herbert, o 17º Conde de Pembroke, mandou criar um jardim no adro de entrada de Wyatt, em memória do seu pai, Sidney Herbert, 16º Conde de Pembroke. Este jardim encerrado por árvores entrançadas, com plantas herbáceas em volta da fonte central, fez muito para melhorar e suavizar a severidade do adro.
Para os visitantes jovens, existe um recinto de aventura com trampolim, barcos de balanço e cordas de escalada.

## Actualidade
Wilton House é descrita, frequentemente, como um dos mais belos palácios rurais da Inglaterra, num país de belas casas de campo onde o julgamente tem que ser feito por cada um individualmente. Uma forma precisa para descrever Wilton na atualidade é uma citação direta do escritor arquitectónico John Summerson escrita em 1964, tão verdadeira agora como na época em foi escrita:
...a ponte é o objecto que atrai o visitante antes de tomar consciência da fachada Jonesiana. Ele aproxima-se da ponte e, dos seus degraus, volta-se para ver a fachada. Atravessa a ponte, vira-se outra vez e toma consciência da ponte, do rio, do relvado e da fachada como uma fotografia em profunda recessão. Pode imaginar o pórtico; dificilmente irá lamentar a contenção. Pode fotografar os nós formais, sebes torturadas e estátuas do jardim do 3º Conde de Pembroke; ficará mais feliz com o relvado. Permanecendo aqui, pode refletir como uma cena tão clássica, tão deliberada, tão completa, foi cumprida não pela decisão duma mente num momento, mas por uma combinação de acidente, seleção, gênio e marés de gosto.
Hoje o belíssimo palácio pertence ao conde de Pembroke, Herbert de Almeida  feito conde em 2003 após a morte do pai.    

## Cenário de cinema e televisão
- Cenas do filme Barry Lyndon (1975), de Stanley Kubrick, foram gravadas na Double Cube Room;
- A Double Cube Room foi usada em The Bounty (1984) para representar o edifício do Almirantado para a corte marcial do Capitão Bligh pela perda do Bounty;
- A ponte palladiana e os jardins foram apresentados no episódio "Bells" da série Blackadder II e nos títulos finais de todos os episódios;
- Salas do palácio aparecem como salas do Windsor Castle em The Madness of King George (1994), especialmente o concerto com toques de sinos e duas cenas posteriores com o Príncipe de Gales, todas gravaas na Double Cube Room;
- Cenas de Mrs. Brown (1997) foram filmas na Double Cube Room, mais uma vez retratando o interior do Windsor Castle;
- Salas do palácio foram o conjunto interior de Pemberly (Chatsworth House) em Pride and Prejudice (2005).
- Cenas de The Young Victoria, um filme sobre os primeiros anos do reinado da Rainha Vitória, foram gravadas em Wilton. O filme estreou no cinama em Março de 2009.

## Literatura
- Howard Colvin, A Biographical Dictionary of British Architects